# Galactodenia
Galactodenia, rod pravih paprati (papratnice) iz potporodice Grammitidoideae,. dio porodice Polypodiaceae, red Polypodiales. Kew ovaj rod tretira kao sinonim za Grammitis.
Rod je opisan u Systematic Botany 37(2): 340. 2012. Tipična je Galactodenia delicatula (M. Martens & Galeotti) Sundue & Labiak iz Meksika, Srednje Amerike i Jamajke.

## Vrste
1. Galactodenia delicatula (M.Martens & Galeotti) Sundue & Labiak
2. Galactodenia parrisiae Sundue & Labiak
3. Galactodenia pumila Sundue & Labiak
4. Galactodenia subscabra (Klotzsch) Sundue & Labiak
5. Galactodenia vareschii A.R.Sm. & Mostacero

## Sinonimi
Nema.